# Џорџ Стауерс
Џорџ Стауерс (енгл. George Stowers; 14. фебруар 1979) професионални је самоански рагбиста, који тренутно игра за екипу Тасман у ИТМ Купу. За репрезентацију Самое је дебитовао против Ирске у тест мечу 2001. Био је део репрезентације Самое на светском првенству 2011. Од познатијих клубова играо је за велшки тим Оспрејс у келтској лиги и за Лондон Ајриш у енглеском премијершипу. Његова примарна позиција је чеп, а секундарна крилни у трећој линији скрама.